# Cingulina
Cingulina är ett släkte av snäckor. Cingulina ingår i familjen Pyramidellidae.
Kladogram enligt Catalogue of Life:
| Cingulina | \| \| Cingulina babylonia \| \| \| \| \| \| Cingulina evermanni \| \| \| \| \| \| Cingulina urdeneta \| \| \| \| |
|           | \| \| Cingulina babylonia \| \| \| \| \| \| Cingulina evermanni \| \| \| \| \| \| Cingulina urdeneta \| \| \| \| |
|           | Cingulina babylonia                                                                                              |
|           | |
|           | Cingulina evermanni                                                                                              |
|           | |
|           | Cingulina urdeneta                                                                                               |
|           | |

## Bildgalleri

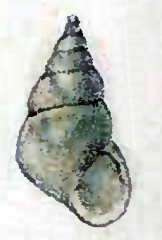
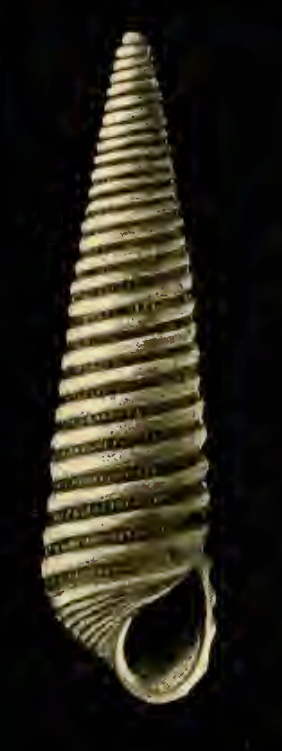
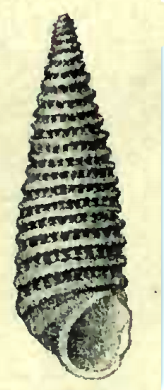
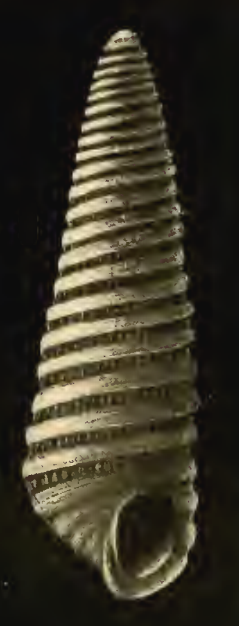
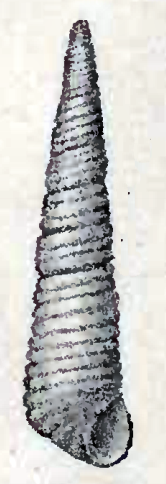
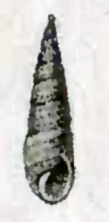